# Enewetak

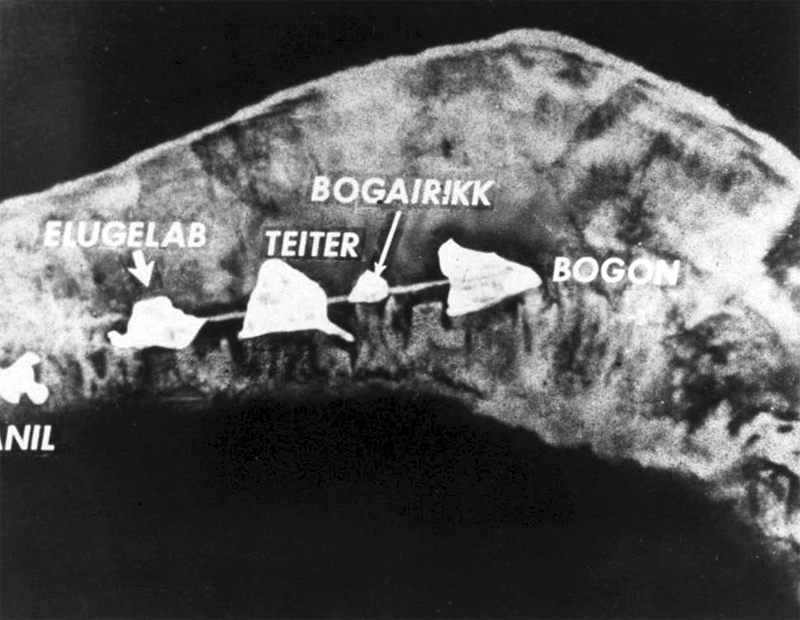
Vista del atolón Enewetak antes de la explosión.

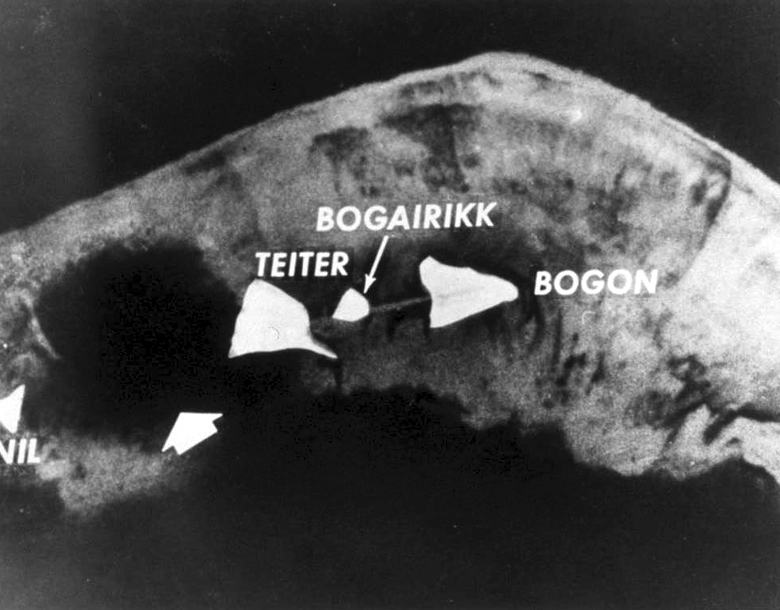
Vista del cráter dejado en el atolón Enewetak por la explosión.

Enewetak (o Eniwetok) es un atolón de las Islas Marshall situado en el océano Pacífico. Se compone de 40 islotes con un área de 6 km² y una laguna interior de 30 km de diámetro.
En 1529 la expedición del navegante español Álvaro de Saavedra Cerón desembarcó en este atolón, convirtiéndose en el primer europeo en poner pie en este territorio. Le puso a la isla el nombre de "Los Jardines".
Entre el 17 y el 23 de febrero de 1944 se libró aquí la batalla de Enewetak en el marco de la campaña del Pacífico (en la Segunda Guerra Mundial).
En 1999 la población ascendía a 820 personas.

## Pruebas nucleares
Entre el 14 de abril de 1948 y el 18 de agosto de 1958 ―en el marco de las operaciones Sandstone, Greenhouse, Ivy, Castle, Redwing y Hardtack I―, Estados Unidos hizo detonar unas 44 bombas nucleares en el atolón, entre ellas:
- X-Ray (37 kilotoneladas), la sexta bomba de la Historia universal: el 14 de abril de 1948 en la isla Engebi (borde norte del atolón).
- Yoke (49 kt): el 30 de abril de 1948 en la isla Aomon (borde noreste del atolón).
- Zebra (18 kt): el 14 de mayo de 1948 en la isla Runit (borde este del atolón).

El 1 de noviembre de 1952, Estados Unidos hizo estallar en Enewetak la primera bomba termonuclear, con graves efectos para la flora y fauna local. Nada sobrevivió. En el centro de la explosión se alcanzó la increíble temperatura de 15 millones de grados, temperatura que se estima que tiene el núcleo del Sol. Esta temperatura solo se alcanzó durante unos segundos, pero fue más que suficiente para volatilizar todo aquello que se hallaba cerca.
- Datos: Q649190
- Multimedia: Enewetak / Q649190